# European Journal of Cardio-thoracic Surgery
European Journal of Cardio-thoracic Surgery (ook European Journal of Cardiothoracic Surgery) is een internationaal peer-reviewed wetenschappelijk tijdschrift op het gebied van de thoraxchirurgie.
De naam wordt in literatuurverwijzingen meestal afgekort tot Eur. J. Cardiothorac. Surg.
Het wordt uitgegeven door Oxford University Press namens de European Association for Cardio-thoracic Surgery en de European Society of Thoracic Surgeons.